# Acraea schoutedeni
Acraea schoutedeni är en fjärilsart som beskrevs av Frans G.Overlaet 1954. Acraea schoutedeni ingår i släktet Acraea och familjen praktfjärilar. Inga underarter finns listade i Catalogue of Life.